# Megastylus facialis
Megastylus facialis là một loài tò vò trong họ Ichneumonidae.